# (5387) Casleo
(5387) Casleo est un astéroïde de la ceinture principale.

## Description
(5387) Casleo est un astéroïde de la ceinture principale. Il fut découvert le 11 juillet 1980 à Cerro El Roble par l'observatoire du Cerro El Roble. Il présente une orbite caractérisée par un demi-grand axe de 2,44 UA, une excentricité de 0,17 et une inclinaison de 1,6° par rapport à l'écliptique.

## Compléments